# Бернијел
Бернијел (фр. Bernieulles) насеље је и општина у североисточној Француској у региону Север-Па д Кале, у департману Па де Кале која припада префектури Montreuil.
По подацима из 2011. године у општини је живело 190 становника, а густина насељености је износила 33,1 становника/km². Општина се простире на површини од 5,74 km². Налази се на средњој надморској висини од 60 метара (максималној 120 m, а минималној 41 m).

## Демографија
| 1962. | 1968. | 1975. | 1982. | 1990. | 1999. | 2011. |
| ----- | ----- | ----- | ----- | ----- | ----- | ----- |
| 213   | 234   | 192   | 185   | 201   | 207   | 190   |

График промене броја становника у току последњих година